# 저가잉도

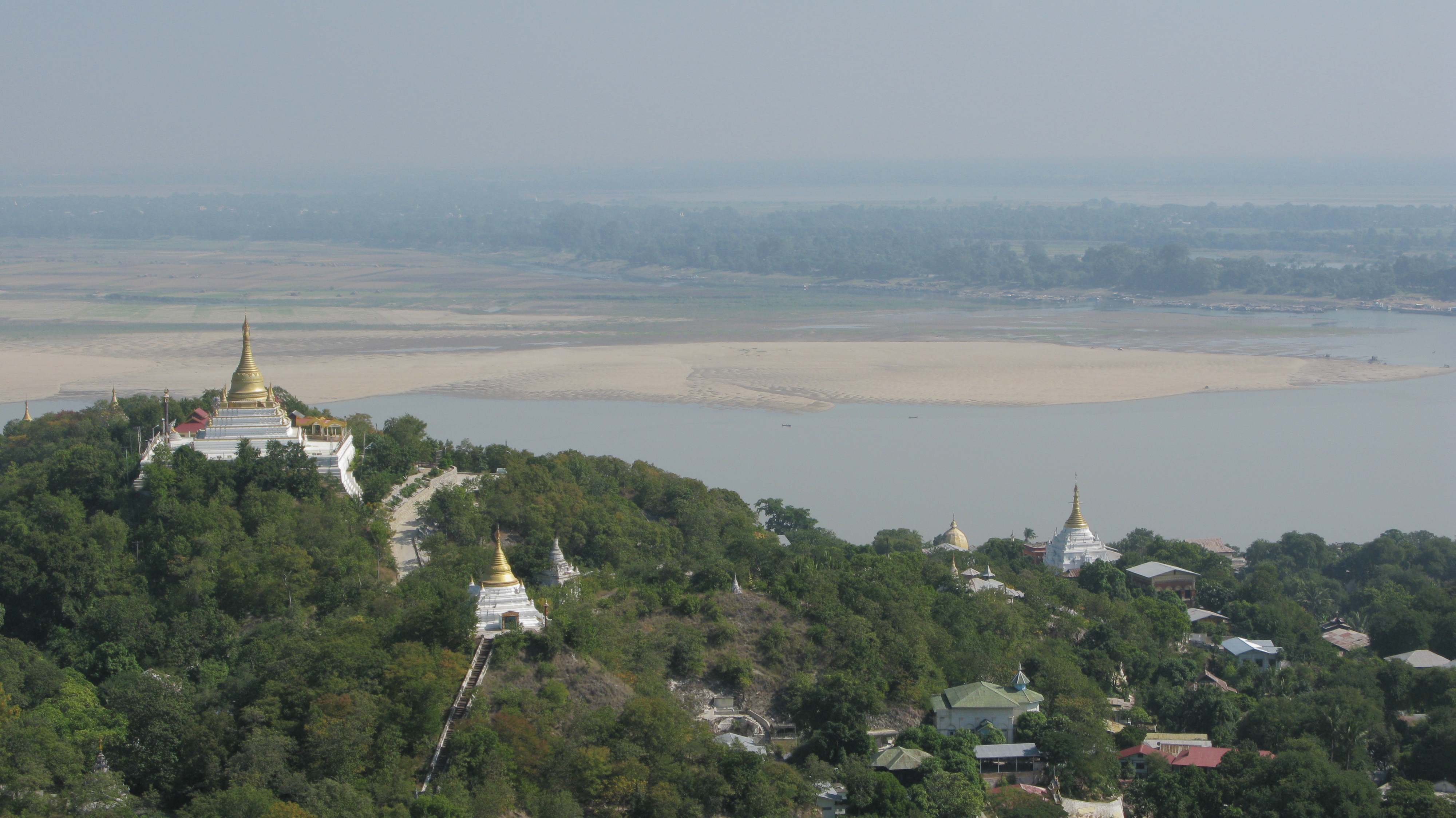

자가잉도(버마어: စစ်ကိုင်းတိုင်းဒေသကြီး 자가잉 따잉데따찌)는 미얀마의 북서부에 위치하는 행정 구역이다. 북쪽으로 인도의 나갈랜드주, 마니푸르주, 동쪽으로 꺼친주, 샨주, 만덜레도, 남쪽으로 머궤도, 서쪽으로 인도와 친주에 접한다. 수도는 자가잉이다.

## 역사
사가잉도에 처음 살았던 사람들은 서기 1세기의 쀼족이다. 버마족은 9세기에 고지 미얀마로 처음 이주해왔다. 이 지역은 11세기 중반에 현재의 미얀마 전체를 지배한 버간 왕국의 아나우라타 왕(1044~1077) 때 확실히 버간의 영역이 되었다.
1287년에 버간이 멸망한 후에 고지 미얀마의 북서쪽 일부는 버마족화된 샨족왕이 지배하는 사가잉 왕국(1315~1364)의 통치하에 놓여졌다. 이 지역은 1364~1555년까지는 잉와 왕국, 1555~1752년까지는 따웅우 왕조의 지배를 받았다. 이후 1772~1885년까지는 꼰바웅 왕조를 지배를 받았고 1885년 이후에는 영국령이 되었다. 1948년에 버마족이 독립한 후에 이 지역은 사가잉도가 되었다.

## 행정 구역
8개의 군으로 구성된다.
- 사가잉 군(Sagaing District)
- 슈웨보 군(Shwebo District)
- 캄티 군(Khamti District)
- 칼레묘 군(Kalemyo District)
- 카타 군(Katha District)
- 모라이크 군(Mawlaik District)
- 몬유와 군(Monywa District)
- 타무 군(Tamu District)

## 인구
버마족이 만덜레-미찌나 철도를 따라 중앙 건조 지역의 인구의 대다수를 차지한다. 샨족은 친뒨강 상류에 살고 있다. 북서쪽 산맥의 북쪽에는 나가족, 남쪽에는 친족도 상당 수 살고 있다.

## 경제
농업이 중요한 부분을 차지한다. 주요 작물은 쌀로, 경작지의 대부분을 차지한다. 다른 작물로는 밀, 참깨, 땅콩, 면화, 담배가 있다. 사가잉은 미얀마의 주요 밀 산지로 나라 전체 생산량의 80% 이상을 차지한다. 임업은 친드윈 강 상류의 중요한 산업으로 티크나무와 기타 활엽수가 생산된다. 광물로는 금, 석탄, 소금과 약간의 석유가 있다. 산업으로는 방직, 구리 정련, 금 제련과 디젤 공장이 있다. 구에는 많은 쌀, 식용 기름, 면화 제재소와 직조 공장이 있다. 지역 산업으로 토기, 은그릇, 청동기, 철기와 칠기를 생산한다.

## 교통
에야워디강과 친뒨강의 수운이 많이 사용된다. 도로와 철도 교통은 열악한 편이다.